# DSV Leoben
A DSV Leoben egy osztrák labdarúgóklub, melynek székhelye Leobenban van. 1928-ban alapították. A Donawitz Stadion-ban játszanak.

## Jelenlegi keret
2008. december 22. szerint.
| #  |                     | Poszt | Név                                        |
| -- | ------------------- | ----- | ------------------------------------------ |
| 1  | ausztria            | K     | Alexander Schenk                           |
| 2  | ausztria            | V     | Martin Petkov                              |
| 3  | Bosznia-Hercegovina | CS    | Anes Krivic                                |
| 4  | ausztria            | V     | Paul Hofer                                 |
| 5  | ausztria            | V     | Markus Hiden                               |
| 6  | ausztria            | KP    | Gerald Säumel                              |
| 7  | magyar              | KP    | Fűzfa Gergely                              |
| 8  | ausztria            | KP    | Roland Rinnhofer                           |
| 9  | ausztria            | CS    | Herbert Rauter                             |
| 10 | ausztria            | KP    | Igor Sekic                                 |
| 11 | ausztria            | V     | Gernot Suppan (kölcsönben a Sturm Graztól) |
| 12 | ausztria            | KP    | Thomas Friess                              |

| #  |          | Poszt | Név                                         |
| -- | -------- | ----- | ------------------------------------------- |
| 13 | ausztria | CS    | Thomas Fröschl (kölcsönben a Rapid Wientől) |
| 14 | ausztria | V     | Bernhard Muhr                               |
| 15 | ausztria | KP    | Cemil Tosun (kölcsönben a Rapid Wientől)    |
| 17 | ausztria | KP    | Thomas Stadler                              |
| 18 | ausztria | KP    | Ralph Spirk (kölcsönben a LASK Linztől)     |
| 20 | ausztria | K     | Rene Pösendorfer                            |
| 21 | ausztria | V     | Martin Gründler                             |
| 22 | libéria  | CS    | Abu Kanneh                                  |
| 23 | ausztria | V     | Markus Briza                                |
| 30 | ausztria | K     | Alexander Gaspar                            |

## Híres játékosok
- Amir Saadati